# Arestín (enfermedad)
Arestín es una enfermedad que tiene su asiento en la piel de la parte inferior de los remos de los solípedos, caracterizada por resudar una materia acuosa que cae por gotitas de la punta de los pelos. 
Es propia del caballo, siendo más rara en el asno y en la mula. Se ve que ciertos caballos están más expuestos que otros, como los bastos, con cascos anchos y desparramados cubiertos de bastante pelo en el menudillo, etc. Sus causas más comunes consisten en estar mucho tiempo en las cuadras, sobre todo con mucho estiércol y húmedas, lavar con frecuencia los remos con agua fría, los vapores irritantes, barros excitantes pegados a los pelos por mucho tiempo, etc. Es más frecuente en invierno que en verano y en las grandes poblaciones más que en las pequeñas.  
El arestín presenta tres grados: 
1. en el primero, la parte inferior del remo se hincha pero desaparece con el trabajo, el pelo se eriza, se observa la resudación del agua serosa y fétida que forma gotitas en la punta de cada pelo
2. en el segundo, la hinchazón sube hasta los corvejones y rodillas; el dolor es grande, hay cojera, caen porciones de pelo, el casco se reblandece y se desprende un poco do la piel, esta se llena de llaguitas
3. en el tercero, hay materia gris, verdosa, corrosiva, que huele muy mal y hace llorar aproximando la cara hacia las cuartillas; se notan unas especies de verruguitas o excrecencias que al menor contacto vierten sangre, el animal cojea mucho, se altera el casco y partes que encierra, sobreviene el enflaquecimiento que llega a ser extremo.

Es mal muy rebelde y puede durar hasta doce meses. 